# Sedelfondssystem
Sedelfondssystem (engelska: Currency board) är ett system där den monetära rollen för till exempel en centralbank är att hålla en specifik växelkurs mot en utländsk valuta. Detta leder till att den konventionella rollen för en centralbank är underordnad uppgiften att behålla växelkursen.
Det är inte nödvändigt att låta centralbanken hantera detta; I vissa implementeringar har man skapat en sedelfond, ett nytt fristående organ som tar hand om det hela.